# 染谷泰正

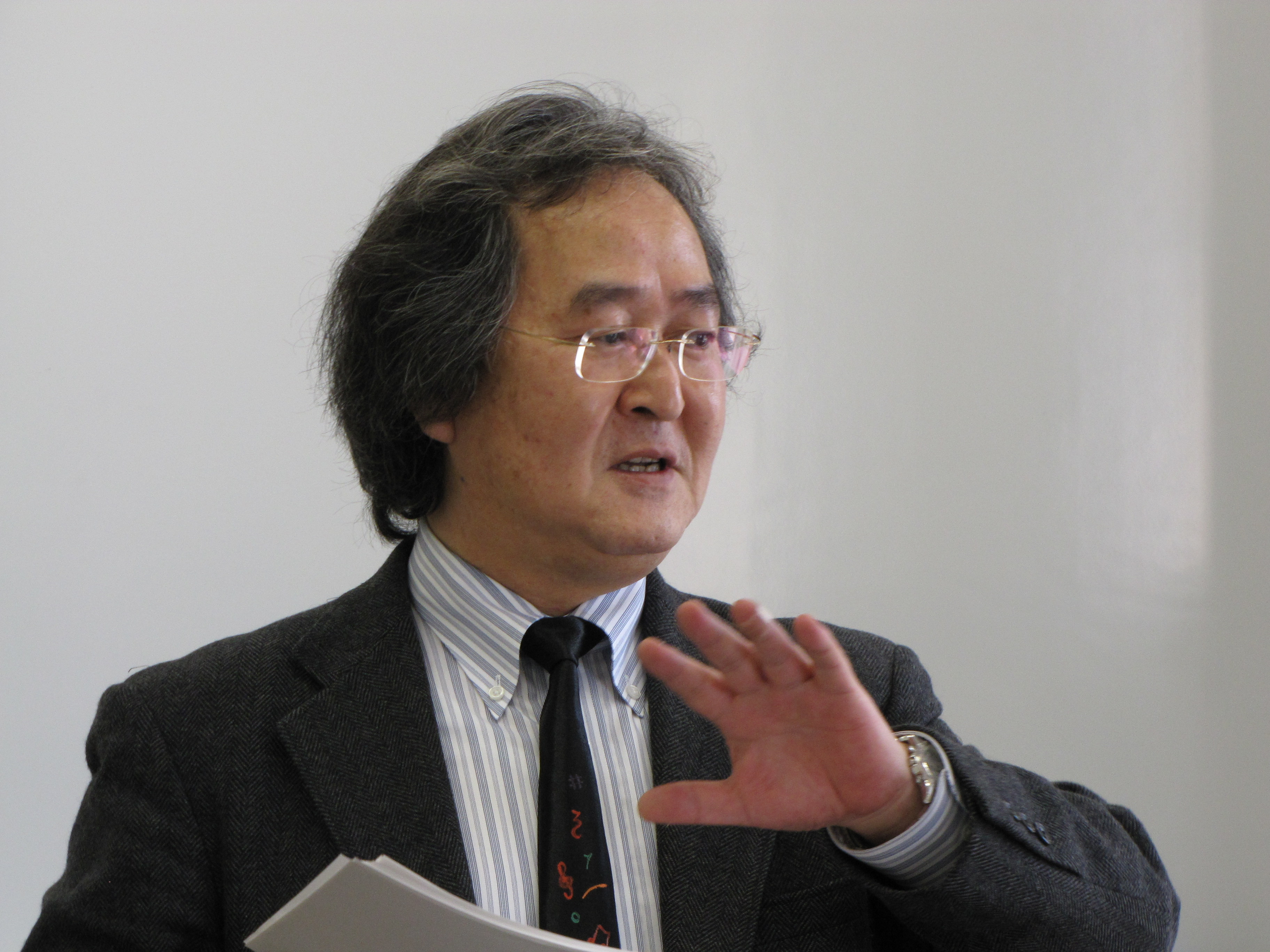

染谷 泰正（そめや やすまさ、 1950年8月26日 - 2022年5月20日）は、日本の英語学者。青山学院大学文学部英米文学科准教授 (2002年4月～2006年3月),  同教授 (2006年4月～2010年3月),  関西大学外国語学部教授 (2010年4月～2018年3月)。ウォータールー大学卒業 (School of Urban and Regional Planning, University of Waterloo, Ontario, Canada)。東京大学大学院総合文化研究科言語情報科学専攻修了。専門は通訳翻訳研究、英語ビジネスコミュニケーション論、言語情報科学。
日本通訳翻訳学会  創立理事・会誌編集委員長 (2000年～2008年)； (社) 日本時事英語学会  理事（2005年～2008年)； (一社) 日本メディア英語学会  代表理事兼会長 (2011年～2014年)・同学会誌 Media, English, and Communication 創刊編集長 (2011年～2014年)。

## 略歴
1950年神奈川県生まれ。海外で実務経験を積んだ後、1986年にロゴス語学システム研究所設立。以後、同研究所の代表として、英語学習教材の開発にかかわる研究と執筆活動を中心に、各種通訳・翻訳業務にも従事。その他、民間企業を対象に英文ビジネスドキュメンテーションに関するコンサルテーションとセミナーなどを行う。通訳教育についても強い関心を持ち、1986年以降、アイ・エス・エス通訳研修センター、日本通訳協会、バベル翻訳外語学院などで通訳コースを担当、後進の指導に当たる。日本通訳学会（現 日本通訳翻訳学会）の設立にも関わり、2000年9月、同学会の設立とともに理事に就任。2002年以降は大学での教育活動に専念。2018年3月末に関西大学を定年退職。晩年は療養中であったところ、2022年5月20日に逝去。

## 著書・論文

### 単著書/単編著書
- Consecutive Notetaking and Interpreter Training, 2017. London and New York: Routledge.
- 「英文ビジネス文書完全マニュアル」(1998) 新企画社／小学館
- 「英語ビジネスE-MAIL入門」(1997) アルク
- 「ライティングマラソン」(英文ビジネスライティング通信講座テキスト／増補改訂版　1995) アルク
- 「EZ Letter－英文ビジネスレター作成支援システム」(NEC PC-98 シリーズ対応パソコンソフト: MS-DOS版 1990）新企画社
- 「最新英文ビジネスレター作成マニュアル」 (1989) 新企画社／小学館

### 共著書/共編著書
- 「Reading Powerhouse ― VOAで学ぶ多読・速読の基礎」(2013)  金星堂
- 「ビジネスEメール速習パック：ライティングエイド」(オンライン併用通信講座 2005) アルク
- 「はじめてのシャドーイング」(2003) 学習研究社
- 「英文読解の理論と技法」(2002) ロゴス語学システム研究所

### 主要論文
- 染谷泰正 (2016).「英文エッセイの「構造・論理分析ツール」の開発」『サイバーメディア・フォーラム』No. 17, 2016年12月号 (pp. 11-16)  大阪大学サイバーメディアセンター
- 染谷泰正 (2015).「大学における通訳教育のためのeラーニング教材の開発とその学習効果に関する実証研究」平成26年度科学研究費助成事業研究実績報告書（課題番号：243220112、研究代表者：染谷泰正・関西大学）
- 染谷泰正 (2014).「語彙学習を促進するブレンディッド・ラーニングの試み："Grammar & Vocabulary Development" の理念とその効果に関する中間報告」関西大学外国語学部紀要第11号 (pp. 71-92)  ※水本篤・染谷泰正・山西博之の３名による共著
- 染谷泰正 (2013). 「政治的ディスコースのコーパス言語学的分析～米国大統領選テレビ討論に見られるキャンペーン戦略」『メディア英語学への招待』河原清志・金井啓子・仲西恭子・南津佳広 (編). 第３章収録 (pp.130-151)  金星堂.
- 染谷泰正 (2013).「関西大学バイリンガルエッセイコーパスプロジェクト～その概要と教育研究への応用に関する展望～」関西大学外国語学部紀要第９号 (pp.117-139)  ※山西博之・水本篤・染谷泰正の３名による共著
- 染谷泰正 (2012).「同時通訳はなぜ可能なのか～同時通訳の認知・言語学的メカニズム」関西大学外国語学部紀要第６号 (pp. 85-118)
- 染谷泰正 (2011).「英語教育におけるプロダクション訓練の方法論とその理論～インプットからアウトプットへの橋渡し」 関西大学外国語学部紀要第５号 (pp. 93-132)
- 染谷泰正 (2010).「大学における翻訳教育の位置づけとその目標」 関西大学外国語学部紀要第３号 (pp. 73-102)
- Someya, Yasumasa (2010). "Modal Verbs and Their Semantic Functions in Business English." Aoyama Journal of Business (Aoyama Keiei Ronshu), No.44, Vol. 3 (pp. 61-92). The Society of Business Administration, School of Business, Aoyama Gakuin University, Japan.
- 染谷泰正 (2010).「Speech War !  マッケインはなぜオバマに負けたか: コーパス言語学的アプローチによる2008年米大統領選における両候補の言語戦略分析」 (Why McCain could not prevail over Obama: A Corpus-based Analysis of 2008 Presidential Debates) 『時事英語学研究』第49号 (pp. 65-88)
- 染谷泰正 (2009).「オンライン版「英文語彙難易度解析プログラム」(Word Level Checker) の概要とその応用可能性について」青山学院大学文学部紀要第51号（pp. 97-120）
- 染谷泰正 (2007).「英語教育における母語の扱いについて――メタ言語能力を育てるための "CA＋1" の英語教育の勧め」Interactive 23号 (pp. 7-10) 旺文社
- 染谷泰正 (2005).「ビジネス英語のコロケーション分析： 相互情報量 (MI) と仕事量基準 (CC) による分析とその比較」青山学院大学文学部紀要第47号 (pp. 117-131)
- 染谷泰正 (2005).「わが国の大学・大学院における通訳教育の実態調査」（共著：染谷泰正、斎藤美和子、鶴田知佳子、田中深雪、稲生衣代）『通訳研究』第５号 (pp. 285-310)
- 染谷泰正 (2005).「同時通訳者の身振りに関する研究」（古山宣洋･野邊修一･染谷泰正･関根和夫・林浩司）『通訳研究』第５号 (pp. 111-136)
- 染谷泰正 (2005).「通訳ノートテイキングの理論のための試論――認知言語学的考察」『通訳研究』第5号 (pp. 1-29)
- 染谷泰正 (2005).「通訳教育の新しいパラダイム―異文化コミュニケーションの視点に立った通訳教育のための試論」(稲生衣代氏との共著)『通訳研究』第５号 (pp. 73-109)
- 染谷泰正 (2001a).「通訳教育のあり方 ― 何を教えるか、何を学ぶか (1/2)」『通訳・翻訳ジャーナル』 2001年8月号  (pp. 98-99)
- 染谷泰正 (2001b).「通訳教育のあり方 ― 何を教えるか、何を学ぶか (2/2)」『通訳・翻訳ジャーナル』 2001年9月号 (pp. 90-91)
- 染谷泰正 (2000).「AWK による英文イディオム･連語一括検索プログラム」『英語コーパス研究』第７号 (pp. 61-70) 英語コーパス学会
- 染谷泰正 (1999). 「ビジネス英語のニーズと実態に関するアンケート調査―ライティング編」『ビジネス英語習得術』 (pp. 116-121) アルク
- 染谷泰正 (1998). ｢プロソディーセンス強化訓練の効果に関するアクションリサーチ：「シャドーイング＋音読」と「ディクテーション」練習の効果｣ 『通訳理論研究14』 (第7巻2号, pp. 4-21). 通訳理論研究会
- 染谷泰正 (1996).「通訳訓練手法とその一般語学学習への応用について」『通訳理論研究11』 (第6巻2号, pp. 27-44). 通訳理論研究会
- 染谷泰正 (1995)「日本における通訳者訓練の問題点と通訳訓練に必要な語学力の基準」『通訳理論研究10』 (第6巻1号, pp. 46-58) 通訳理論研究会
- 染谷泰正 (1993-94)「通訳訓練メソッドによる目標別英語力増強講座」『翻訳の世界』連載／バベル
- 染谷泰正 (1993)「英語通訳訓練法入門セミナー」『通訳事典’94』 (pp. 100-149) アルク